# Waffle House
A Waffle House, Inc. é uma rede de restaurantes americana com mais de 1.900 estabelecimentos em 25 estados dos Estados Unidos. A maior parte dos estabelecimentos está no Centro-Oeste e, especialmente, no Sul, onde a rede é um ícone cultural regional. O cardápio consiste principalmente em comida sulista para o café da manhã. A Waffle House tem sede em Norcross, Geórgia, na Região Metropolitana de Atlanta.

## História

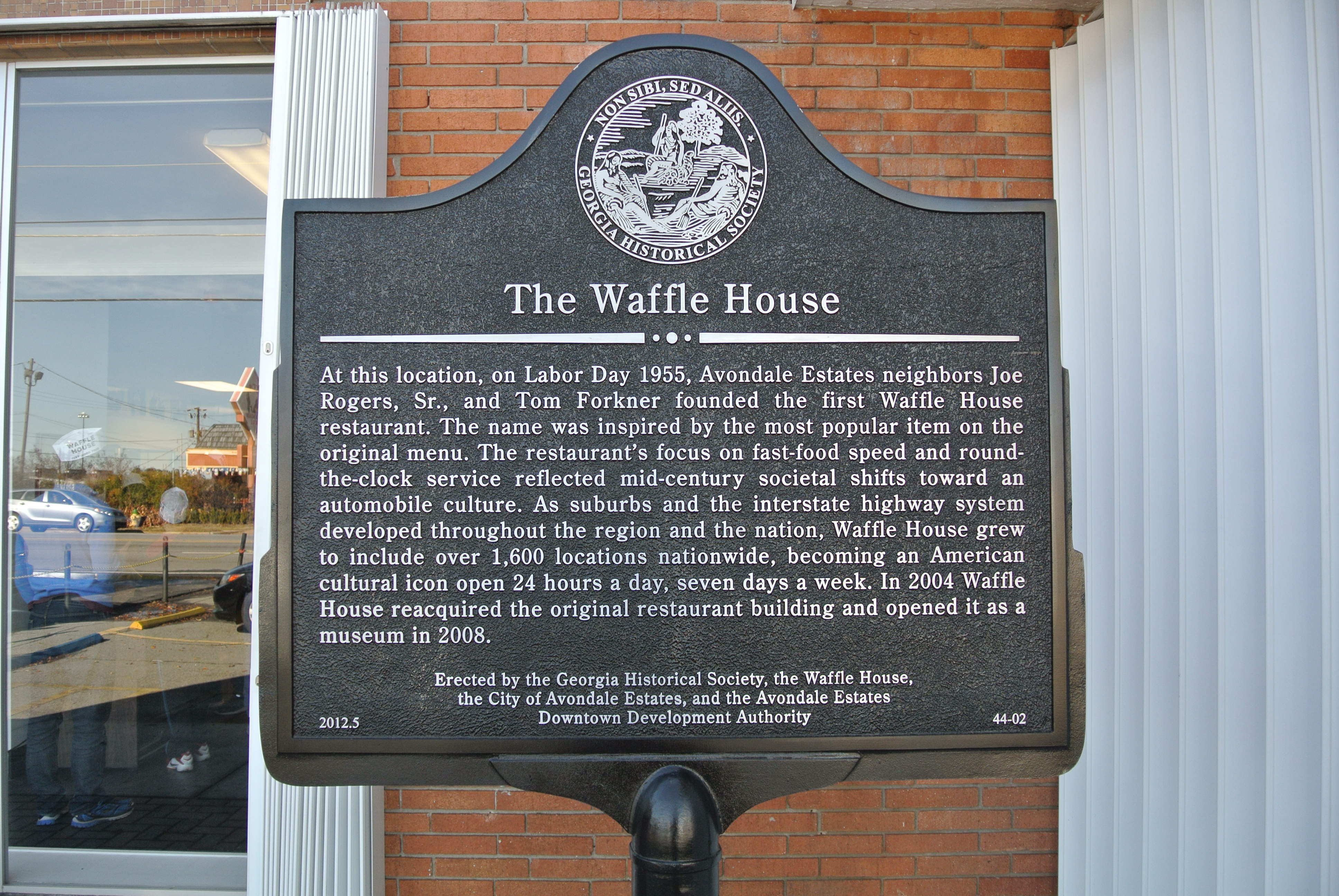
Placa comemorativa do primeiro restaurante da Waffle House

### Fundação
A primeira Waffle House foi inaugurada no fim de semana do Labor Day de 1955, no endereço 2719 East College Avenue, em Avondale Estates, Geórgia. Esse restaurante foi concebido e fundado por Joe Rogers Sr. e Tom Forkner. Rogers começou no ramo de restaurantes como cozinheiro de pedidos rápidos em 1947, na Toddle House, em New Haven, Connecticut. Em 1949, tornou-se gerente regional da extinta rede Toddle House, sediada em Memphis, e depois mudou-se para Atlanta. Ele conheceu Tom Forkner ao comprar uma casa dele em Avondale Estates.

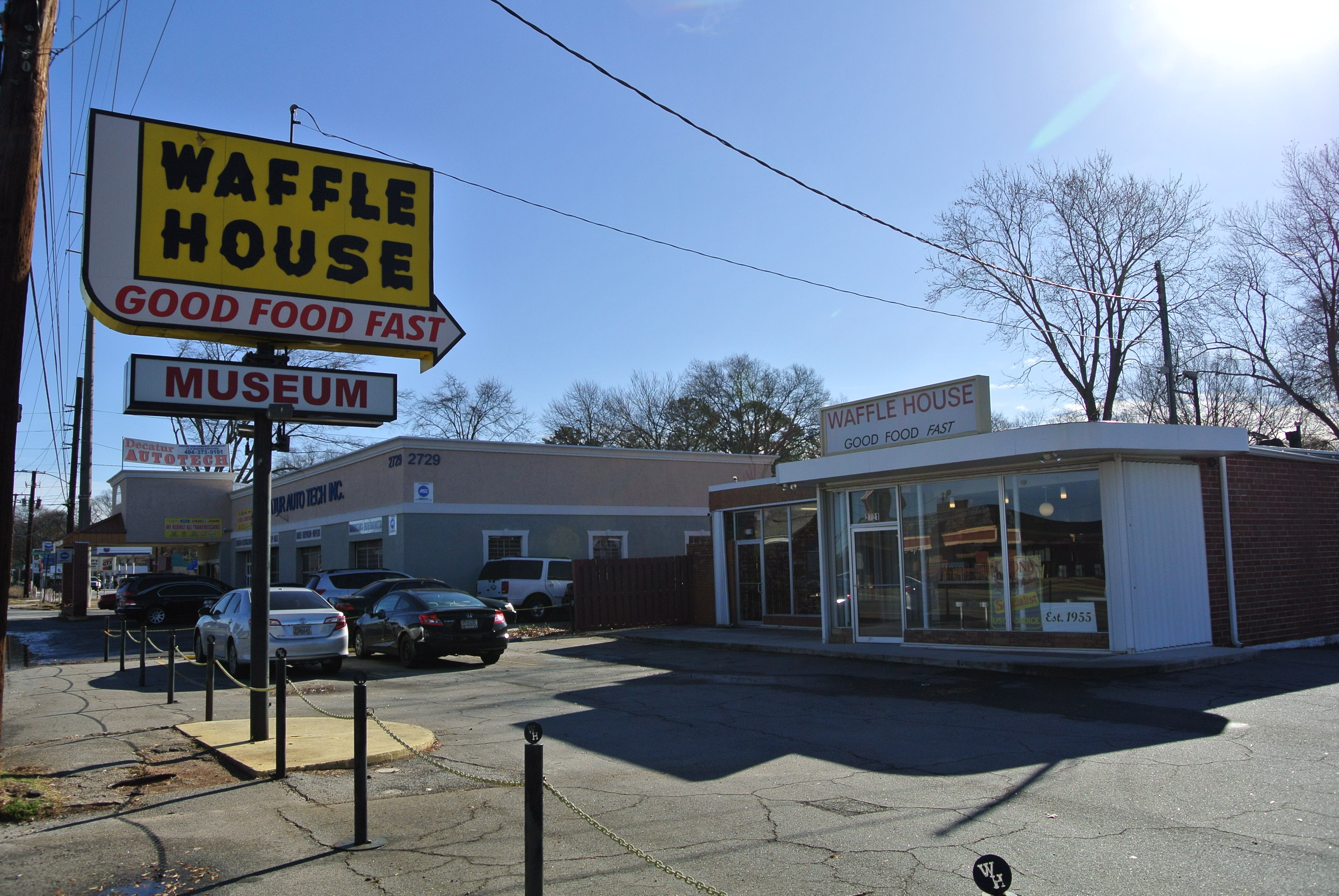
O primeiro restaurante Waffle House (agora um museu), Avondale Estates, Geórgia. Observe a fonte original "syrupy" no letreiro.

O conceito de Rogers era combinar a velocidade do fast food com o serviço de mesa, com disponibilidade 24 horas por dia. Forkner sugeriu que o restaurante fosse batizado de "Waffle House", pois os waffles eram o item mais lucrativo do cardápio de 16 itens. Rogers continuou a trabalhar com a Toddle House e, para evitar conflito de interesses, vendeu sua participação para Forkner em 1956.

### Década de 1960-1990
Em 1960, quando Rogers pediu para comprar a Toddle House, e eles recusaram, ele voltou para Atlanta e se juntou à Waffle House, agora uma cadeia de três restaurantes, para administrar as operações dos restaurantes. Pouco depois de Joe retornar em tempo integral, Tom fez o mesmo e deixou a Ben S. Forkner Realty.
Depois de abrir um quarto restaurante em 1960, a empresa começou a franquear seus restaurantes e cresceu lentamente para 27 lojas no final da década de 1960, antes de acelerar o crescimento.

### Desde 2000
Em 2007, a Waffle House recomprou o restaurante original, que havia sido vendido pela rede no início da década de 1970. A empresa o restaurou usando as plantas originais para usá-lo como um museu privado da empresa. O museu é usado principalmente para eventos corporativos internos e passeios.
Em 2008, uma das maiores franquias da Waffle House no sudeste dos Estados Unidos, a North Lake Foods, foi comprada pela Waffle House, Inc. A North Lake Foods entrou com pedido de proteção contra falência no Capítulo 11 e fechou algumas lojas. A Waffle House, Inc. planeja reabilitar a franquia. No início de 2009, a East Coast Waffles comprou a North Lake Foods para se tornar uma nova franquia.
Os fundadores da marca Waffle House faleceram em 2017, com dois meses de diferença um do outro: Joe Rogers Sr. morreu em 3 de março e Tom Forkner em 26 de abril.

## Operações
Cada estabelecimento da Waffle House fica aberto 24 horas por dia. Esse horário inspirou o mito urbano de que "as portas da Waffle House não têm fechaduras". Os restaurantes da rede quase sempre têm jukeboxes, que tradicionalmente tocam singles de 45 rpm e, em alguns casos, CDs. A Waffle House lançou músicas por meio de sua própria gravadora, a Waffle Records. Lançou músicas desde "Saturday Night At My Place", de Gary Garcia, lançada em 1995, até "They're Cooking Up My Order", de Alfreda Gerald, lançada em 2006. O cofundador Joe Rogers tinha altos padrões e dizia: "Se soasse como um comercial, era cortada". Se a música for selecionada, ela será gravada e chegará às jukeboxes da Waffle House. As músicas estão em discos comuns, que são produzidos para a Waffle House e não são vendidos comercialmente, mas a rede disponibilizou um CD com algumas das músicas para venda. Outros artistas que gravaram para a Waffle Records incluem Eddie Middleton, que gravou "Good Food Fast" e "Waffle Doo-Wop", que foi composta e produzida por Jerry Buckner.
A empresa afirma ser a líder mundial em vendas de vários de seus itens de menu - os waffles homônimos, presunto, costeletas de porco, grits e bifes T-bone. Ela também afirma que serve 2% de todos os ovos nos Estados Unidos.
Na década de 1960, S. Truett Cathy, proprietário de uma lanchonete local chamada Dwarf House, fez um contrato com a Waffle House para vender seu sanduíche de frango exclusivo, o sanduíche de frango Chick-fil-A. No entanto, o sanduíche Chick-fil-A rapidamente ultrapassou os itens da própria Waffle House em vendas e a Waffle House encerrou o contrato, levando Cathy a transformar a Chick-fil-A em sua própria rede.

### Waffle e bife
Durante anos, a Waffle House foi conhecida como "Waffle and Steak" em Indiana devido ao fato de outra rede de restaurantes possuir os direitos do nome Waffle House no estado. A rede original da Waffle House de Indiana começou a usar o nome "Sunshine Cafe". No entanto, o d/b/a do "Sunshine Cafe" pertence à "Waffle House Greenwood Inc.", fundada em 1981. A entidade mais antiga da "Waffle House" listada no escritório de Corporações da Secretaria de Estado de Indiana é a "Waffle House of Bloomington, Indiana, Inc.", estabelecida em 1967 e, assim como a Waffle House Greenwood, ainda é uma corporação ativa. A operação de Bloomington, o segundo restaurante mais antigo da cidade, fechou em 2013 e foi demolida para dar lugar a um complexo de apartamentos. (Muitas das corporações da Waffle House em Indiana foram dissolvidas.) A "Waffle House Inc." de Norcross, Geórgia, registrou-se em Indiana em 1974. Em 2005, todos os restaurantes Waffle and Steak adotaram o nome "Waffle House", colocando toda a cadeia sob esse nome.

## Segurança alimentar
Em 2004, em resposta a um grave problema de Salmonella em 2003 em um estabelecimento Chili's em Vernon Hills, Illinois, e a quatro mortes em 1993 por E. coli em hambúrguer mal cozido em um Jack in the Box, a revista de notícias Dateline NBC investigou as práticas de saneamento de cadeias de restaurantes familiares americanas populares, medindo o número de violações críticas por inspeção. A Waffle House teve uma média de 1,6 violações críticas por inspeção. A resposta da Waffle House ao estudo apontou que eles preparam todas as refeições em uma cozinha aberta, e os consumidores podem facilmente observar suas práticas de saneamento por conta própria.
Em 17 de setembro de 2019, os clientes que comeram em uma Waffle House em Goose Creek, Carolina do Sul, foram expostos à hepatite A. Um dos funcionários que trabalhou lá testou positivo para hepatite A. Depois que a gerência superior descobriu, eles imediatamente fecharam o local da Goose Creek Waffle House para higienizar as instalações. Os funcionários do DHEC disseram que estariam trabalhando com a Waffle House para investigar possíveis exposições e fornecer orientação para o tratamento preventivo de qualquer pessoa que possa ter sido afetada.

## Ícone cultural
A Waffle House se transformou em um ícone cultural. Parte da fama da Waffle House se deve ao fato de ela ser proeminente ao longo das rodovias interestaduais do Sul. Um site do Geocities, agora extinto, The Waffle House Shrine, hospedava comentários de funcionários e clientes sobre suas experiências com a Waffle House. Em janeiro de 2023, o YouTuber JonnyRaZer pediu a seus espectadores que publicassem a frase "Waffle House Has Found Its New Host" (A Waffle House encontrou seu novo anfitrião) em todos os vídeos que assistissem, tornando-se um meme da Internet.

## Recuperação de desastres
De acordo com a Federal Emergency Management Agency (FEMA), a Waffle House é uma das quatro principais empresas, juntamente com Walmart, The Home Depot e Lowe's, em termos de resposta a desastres. A Waffle House tem um extenso plano de gerenciamento de desastres com geradores no local e portáteis e posiciona alimentos e gelo antes de eventos climáticos severos, como um furacão. Isso ajuda a mitigar os efeitos de uma tempestade na rede elétrica e nas cadeias de suprimentos. A empresa prepara "equipes de salto" de funcionários e suprimentos de recuperação, trazidos de fora das áreas afetadas pelo desastre, para que os funcionários locais possam se concentrar em ajudar suas próprias casas e famílias. A capacidade de uma Waffle House de permanecer aberta após uma forte tempestade, possivelmente com um cardápio limitado, é usada pela FEMA como uma medida de recuperação de desastres conhecida como índice Waffle House.